# Tillmann Neinhaus

Tillmann Neinhaus

Tillmann Neinhaus (* 24. Oktober 1941 in Berlin; † 27. Januar 2025) war ein deutscher Regionalpolitiker (CDU) und Kammerfunktionär im Ruhrgebiet.

## Karriere
Neinhaus besuchte das Jesuitenkolleg Büren und studierte anschließend Betriebswirtschaftslehre an der Universität Münster. Von 1966 bis 1968 war er wirtschaftspolitischer Referent beim Wirtschaftsrat der CDU Bonn. Seit 1968 arbeitet er in leitenden Funktionen der Industrie- und Handelskammern der Region, darunter Dortmund, Gelsenkirchen und von 1996 bis Frühjahr 2011 als Hauptgeschäftsführer der Industrie- und Handelskammer Mittleres Ruhrgebiet in Bochum.
Im nördlichen Ruhrgebiet (Emscher-Lippe-Raum) war er in den 1980er und 1990er Jahren am Aufbau einer gemeinsamen Wirtschaftsförderung (Entwicklungsagentur Emscher-Lippe) und an der Gründung der Fachhochschule Gelsenkirchen beteiligt.
Von 1989 bis 1999 vertrat er die Wirtschaft im Lenkungsausschuss der Internationalen Bauausstellung Emscher Park (IBA) und arbeitete mit deren Direktor Karl Ganser eng zusammen.
Die Landesregierung NRW berief ihn unter anderem in die Masterplan-Kommission „Tourismus im Ruhrgebiet“ und in die Expertenkommission „Tourismus“. Als stellvertretender Vorsitzender der Stiftung „Pro Bochum“ unterstützte er den ersten Intendanten der „Ruhrtriennale“, Gerard Mortier, beim Aufbau des Festivals. Seit 1990 war er als Mitglied der Verbandsversammlung des Kommunalverbandes Ruhrgebiet (KVR) – später Regionalverband Ruhr (RVR) aktiv und dort bis 2008 Sprecher der Wirtschaft. Von 2007 bis Ende 2011 war Neinhaus Beiratsvorsitzender der Wirtschaftsförderung metropole ruhr GmbH (wmr).
In einer Reihe von Hochschulen und Instituten des Ruhrgebiets war er Mitglied von Kuratorien und Beiräten (z. B. Rheinisch-Westfälisches Institut für Wirtschaftsforschung, stellv. Beiratsvorsitzender der rubitec GmbH der Ruhr-Universität Bochum, Fachhochschule Bochum, Universität Witten/Herdecke und Verein Pro Ruhrgebiet). Er war ebenfalls Kuratoriumsmitglied im Deutsch-Chinesischen Handelsverband in Düsseldorf.

## Auszeichnungen
- 1993 wurde Neinhaus für seine Verdienste um die Strukturverbesserung im nördlichen Ruhrgebiet mit dem Bundesverdienstkreuz am Bande ausgezeichnet.
- 2011 erhielt er die Goldene Ehrennadel der IHK Mittleres Ruhrgebiet.[2]

## Veröffentlichungen
- Fünf Stellschrauben für eine neue Gründerzeit: Treibsätze für neues Wachstum In: "Bericht aus der Zukunft des Ruhrgebiets. Das Jahr 2031", Hrst. D. Bongert, R. Kirchhof, Bottrop 2006, S. 113ff.
- Handel findet InnenStadt. In: "Stadt und Wirtschaft", Hrsg. I. Flagge, F. Pesch, Darmstadt 2004, S. 122ff.
- Made im Ruhrgebiet – Mittelstand aus dem Revier in aller Welt zu Hause, in: "Metropolregion Ruhr – Perspektiven für das 21. Jahrhundert", Monographien deutscher Wirtschaftsgebiete, Hrsg. in Zusammenarbeit mit dem Kommunalverband Ruhrgebiet, Oldenburg 2003, S. 29
- Der Beitrag der IBA zur wirtschaftlichen Strukturverbesserung im Ruhrgebiet – Antworten und offene Fragen. In: "Informationen zur Raumentwicklung", Heft 3/4 1999
- Entwicklungsmöglichkeiten der Regionen: Aktueller Handlungsdruck und neue Perspektiven. In: "Die Zukunft unserer Städte", Hrsg. G.W. Wittkämper, Studien zur Politikwissenschaft, Münster 1988, S. 156ff.
- Das Ruhrgebiet ist keine Insel, in: "Wirtschaft und Standort", Strukturpolitische Zeitschrift, 1987, Heft 10, Seite 8–10
- Das östliche Ruhrgebiet profiliert sich im Standortwettbewerb. In: "Wirtschaft und Standort", Nr. 6/1973
- Who is Who in Germany, div. Ausgaben "Leitende Männer der Wirtschaft", Verlag Hoppenstedt, div. Ausgaben